# NGC 4165
NGC 4165 = IC 3035 ist eine Balken-Spiralgalaxie vom Hubble-Typ SBa im Sternbild Jungfrau am Nordsternhimmel. Sie ist schätzungsweise 80 Millionen Lichtjahre von der Milchstraße entfernt.
Das Objekt wurde am 8. April 1864 vom deutsch-dänischen Astronomen Heinrich d’Arrest entdeckt.